# Robert d’Artois (1287–1342)
III. Robert d’Artois (1287 – 1342) középkori francia nemes, a Capeting-ház rokona, Artois címzetes grófja, Domfront ura és Beaumont-le-Roger grófja volt, egy rövid ideig 1341-től Richmond earlje.

## Élete
Édesapja Philippe d'Artois, II. Robert d’Artois gróf fia, édesanyja pedig Bretagne-i Blanka, II. János breton herceg lánya volt. Mindketten a Capeting-ház férfiágáról származtak.
Robert apja, a grófi cím várományosa, 1298. szeptember 11-én belehalt előző évben, a furnes-i csata során szerzett sérüléseibe, amit a flamandok ellen vívtak. Így sosem örökölte az 1302-es courtrai-i ütközetben elesett II. Robert grófságát. Nagyapja, II. Robert d'Artois halála után, aki a courtrai csatában esett el, nagyapja lánya, Mahaut (máshol Matild) örökölte a grófságot, továbbá unokaöccse gyámja is ő lett. Kora miatt Robert nem tudott fellépni nagynénje ellen, apja jogán sem. Később, amint nagykorú lett, ezt megtette. Viszályuk éppen egy feszültségekkel teli időszak kellős közepére esett, közvetlenül a százéves háború kirobbanása előtt.
Két alkalommal is a pairek tanácsa elé vitte ügyét (1309, 1318), ám az mindkétszer elutasította követelését. 1316-ban nem félt az artois-i hűbéresek nagy részét fellázítani nagynénje ellen. Ügyének olyan hatalmas támogatót tudott megnyerni, mint maga Charles de Valois, aki mind X. Lajos, mind IV. Károly udvarában kulcsszerepet töltött be. A mozgalmat végül V. Fülöp számolta fel.
Robert nagy szerepet játszott VI. Fülöp királlyá választásban, egy időben fontos bizalmasa volt az uralkodónak. Olyannyira, hogy 1328-ban megkapta tőle Beaumont-le-Roger grófságát, kárpótlásul Artois elvesztéséért.1329-ben Mahaut meghalt, ekkor lánya, Burgundi Johanna örökölte Artois-t. Robert pedig, Flandria grófságának példájával élve, ismét igényt formált rá. Johanna meghalt a következő évben, Artois pedig királyi kezelésbe került. Robert ekkor új eszközhöz nyúlt: 1331-ben okleveleket hamisított Jeanne de Divion segítségével, amelyek apja állítólagos végakaratát tartalmazták. A hamisítás azonban lelepleződött, a hamisító Divion asszonyt máglyán elégették, Robert minden javát elkobozták, majd a kivégzést elkerülendő 1332-ben elmenekült. Először sógoránál, Namur márkijánál bújkált, innen azért kellett távoznia, mert VI. Fülöp parancsot adott a város megtámadására Liége püspökének. Ezután III. János brabanti grófnál vendégeskedett, de innen is elüldözték háborúval fenyegetve. Végül az Angol Királyságban lelt menedékre. Feleségét és gyermekeit a Château-Gaillard-ba zárták.
A hazáját és sógor-királyát, VI. Fülöpöt meggyűlölt Robert-nek nagy szerepe volt abban, hogy III. Edwardot a francia trón megszerzésére buzdítsa, így közvetetten felelős volt a százéves háború kirobbanásáért. Ennek az is volt az oka, hogy 1337-ben Fülöp azért (is) kobozta el Aquitánia hercegségét III. Edwardtól, mert az nem száműzte Robert-t. Ekkoriban keletkezett a Voeux du héron (A gém fogadalma) című dal, amelyben Robert esküt tett Edward királynak, hogy segít neki megszerezni a jog szerint neki járó francia trónt. Szolgálataiért Edward megtette Richmond earljének.
Angol szolgálatban halt meg egy Vannes ostrománál szerzett sebesülésben 1342-ben, a bretagne-i örökösödési háború harcai során. A londoni Szent Pál-székesegyházban temették el.
Robert d’Artois Maurice Druon híres történelmi regényciklusának, Az elátkozott királyoknak egyik főszereplője. Az 1972-es filmváltozatban Jean Piat, a 2005-ösben Philippe Torreton alakította.

## Utódai
Robert 1317 körül vette feleségül Charles de Valois és Catherine de Courtenay lányát, Jeanne de Valois-t, akitől számos gyermeke született:
- Catherine (1318 – 1368)
- Louis (1320 – 1329)
- Jean (1321 – 1387), Eu grófja
- Jeanne (1323 – 1324)
- Jacques (1325 – 1347 után)
- Robert (1326 – 1347 után)
- Charles (1328 – 1385), Pézenas grófja[6]

## Forráshivatkozások
1. ↑  Find a Grave (angol nyelven). Find a Grave . (Hozzáférés: 2019. augusztus 30.)
2. ↑  Jean Dunbabin: Introduction to the Second Edition.  2000–02–03.   xiii–xxvi. o. Hozzáférés: 2022. január 19.
3. ↑  Le Roux De Lincy, Antoine (1852). „Inventaires des biens meubles et immeubles de la comtesse Mahaut d'Artois, pillés par l'armée de son neveu, en 1313.”. Bibliothèque de l'école des chartes 13 (1), 53–79. o. DOI:10.3406/bec.1852.445056. ISSN 0373-6237.
4. ↑  Rudman, P. (1966. január 1.). „Studies in Wood Preservation. Pt. III. The Penetration of the Fine Structure of Wood by Inorganic Solutions, Including Wood Preservatives”. Holzforschung 20 (2), 60–67. o. DOI:10.1515/hfsg.1966.20.2.60. ISSN 0018-3830.
5. ↑  L. K. Dixon – P. J. Wilkinson – K. J. Sumption: Diversity of the African Swine Fever Virus Genome.  1990.   271–295. o. ISBN 978-1-4612-8893-0 Hozzáférés: 2022. január 19.
6. ↑  Jean de Venette. Encyclopedia of the Medieval Chronicle. (Hozzáférés: 2022. január 19.)

## Fordítás
Ez a szócikk részben vagy egészben  a   Robert III of Artois című angol Wikipédia-szócikk ezen változatának fordításán alapul.  Az eredeti cikk szerkesztőit annak laptörténete sorolja fel. Ez a jelzés csupán a megfogalmazás eredetét és a szerzői jogokat jelzi, nem szolgál a cikkben szereplő információk forrásmegjelöléseként.